# Jag hörde Jesu dyra ord
Jag hörde Jesu dyra ord är en sång med text från 1846 av Horatius Bonar. Sången sjungs på en engelsk melodi. 

## Publicerad i
- Musik till Frälsningsarméns sångbok 1907 som nr 51.
- Frälsningsarméns sångbok 1929 som nr 281 under rubriken "Jubel, erfarenhet och vittnesbörd".
- Frälsningsarméns sångbok 1968 som nr 303 under rubriken "Jubel och tacksägelse".
- Frälsningsarméns sångbok 1990 som nr 559 under rubriken "Erfarenhet och vittnesbörd".